# Балдахин
Балдахин (итал. baldacchino; у ствари у Baldach-u значи у средњовековном Багдаду израђен златни брокат) је украсни кровић на трону, кревету, проповедаоници, на споменицима и сл. који је првобитно био израђиван од броката. Почасни балдахин је једноставније платно које виси окомито иза трона, обично настављајући да формира балдахин. Такође се може користити за сличне надстрешнице у дизајну ентеријера, на пример изнад кревета, и за надстрешнице за процесије које се користе у формалним државним церемонијама као што су крунисања, које држе четири или више мушкараца са моткама причвршћеним за углове тканине.
У случајевима када је чврста, трајна архитектонска карактеристика, посебно изнад високих олтара у катедралама, таква структура се правилније назива циборијум када је довољно архитектонске форме. Балдахини се често ослањају на стубове, посебно када су одвојени од ограђеног зида.
„Балдахин“ је првобитно била луксузна врста тканине из Багдада. Метју Парис бележи да је Хенри III од Енглеске носио огртач „de preciosissimo baldekino“ на церемонији у Вестминстерској опатији 1247. године.

## Почасни балдахин
У средњем веку, хијератска надстрешница, почасни балдахин или државни балдахин висио је изнад седишта личности значајног положаја, као симбол ауторитета. Седиште под таквом надстрешницом би нормално било подигнуто на подијуму. Тканина изнад седишта се углавном настављала вертикално доле до тла иза седишта. Императори и краљеви, владајуће војводе и епископи добијали су ову част. Тканина је често била једноставно луксузни текстил, често увозна и са богатим шарама, као код броката, али је могла имати и хералдичке елементе. Француски краљеви су често приказани са балдахином од плавих тканина са узорком златних љиљана. Девица Марија је посебно често приказана како седи испод почасног балдахина на средњовековним и ренесансним сликама где је приказана на престолу са свецима.
Када је Мери, краљица Шкотске, била затвореница у Енглеској у замку Тутбери 1585. године, протестовала је код својих чувариа Амијаса Полета и Џона Сомерса због уклањања њеног почасног балдахина из трпезарије, што је било против њеног краљевског статуса.

## Балдахин изнад кревета

### Церемонијални
Државни кревет, намењен пријему важних посетилаца и стварању наследника пред одабраном публиком, али није намењен за спавање], еволуирао је током друге половине седамнаестог века, развијајући средњовековну традицију примања посетилаца у спаваћој соби, која је била најприватнија соба стандардног апартмана у барокном стану. Луј XIV је развио ритуале пријема у својој државној спаваћој соби, где је само шачица његове дворске елите могла очекивати да буде позвана. Други европски монарси су убрзо опонашали његову праксу; чак је и његов највећи непријатељ, Вилијам III од Енглеске, имао своје одабране посетиоце, што је била велика част.

### За спавање
У Британији су монарси спавали у државним креветима у Вестминстерској палати ноћ пре крунисања. Ову традицију је започео Вилијам Освајач 1066. године и наставила се до 1821. године, када је Џорџ IV био последњи монарх који је спавао у том кревету. Првобитни државни кревет је оштећен у пожару и замењен 1859. Нови кревет је остао у Кући говорника до 1940-их, када је померен као превише раскошан да би био тамо током тешких времена Другог светског рата. Вероватно је продат током владине модернизације, некако се појавио на аукцији у Нортхемптонширу и купљен је за једну породицу за 100 фунти 1960-их. Користили су га тридесет година, схватајући да је важан, али не знајући одакле долази све док стручњак за ентеријере у Музеју Викторије и Алберта није објавио апел да покушава да га пронађе. Кревет је откупљен од породице и враћен у Кућу говорника након рестаурације и са новим завесама. 

## Балдахин цркве Светог Петра
Папа Урбан VIII је наручио од Ђованија Лоренца Бернинија да дизајнира и изгради велику структуру која би била постављена изнад главног олтара, за који се верује да се налази изнад гроба Светог Петра, у новој базилици Светог Петра. Бернинијев дизајн за бадахин укључивао је џиновске соломонске стубове инспирисане стубовима који су окруживали олтар старе базилике Светог Петра. Ове стубове је првобитно поклонио Константин, а лажна традиција тврди да су то стубови из Јерусалимског храма. Најнижи делови четири стуба Бернинијевог балдахина имају спирални жлеб, а средњи и горњи делови стубова прекривени су маслиновим и ловоровим гранчицама са безброј пчела. Породични грб папе Урбана VIII, грб породице Барберини, налази се у дну сваког стуба. Све ово се комбинује да би створило осећај кретања нагоре.

## Балдахин у процесијама
Балдахин се такође може користити у формалним процесијама, укључујући проласке краљева, крунисање или погребне поворке, да означи елитни статус појединца који покрива. Порекло такве употребе у Европи лежало је на дворовима Нео-асирског царства, усвојено у Атини можда већ крајем седмог века п.н.е.
Франсиско Франко, владар Шпаније од 1939. до 1975, често је ходао испод балдахина након што је званично прогласио Шпанију монархијом – привилегија коју је присвојио као дефакто доживотни регент.

## Галерија
- Краљичина соба у Версају
- Француски краљ Франсоа I Валоа, Карло V и кардинал Алесандро Фарнезе
- Балдахин покрива Сребрни трон у Краљевској палати у Стокхолму, Шведска
- Плави балдахин са љиљанима у ранијој краљевској палати дворац Блоа
- Кревет Луја XIV у Версају